# ヨン・スネルスラット
ヨン・スネルスラット（Jon Andersen Snersrud、1902年10月1日 - 1986年8月10日）はノルウェー、ブスケルー県FlåのGulsvik出身の元ノルディック複合選手。

## プロフィール
スネルスラットの最も輝かしい実績は1928年のサンモリッツオリンピックノルディック複合で銅メダルを獲得したことである。
1986年死去。